# Stenohelia pauciseptata
Stenohelia pauciseptata är en nässeldjursart som beskrevs av Stephen D. Cairns 1986. Stenohelia pauciseptata ingår i släktet Stenohelia och familjen Stylasteridae. Inga underarter finns listade i Catalogue of Life.